# Xã Appanoose, Quận Franklin, Kansas
Xã Appanoose (tiếng Anh: Appanoose Township) là một xã thuộc quận Franklin, tiểu bang Kansas, Hoa Kỳ. Năm 2010, dân số của xã này là 306 người.